# Bassaniodes sardiniensis
Bassaniodes sardiniensis es una especie de araña cangrejo del género Bassaniodes, familia Thomisidae. Fue descrita científicamente por Wunderlich en 1995.

## Distribución
Esta especie se encuentra en Italia (Cerdeña).